# Сплитский университет

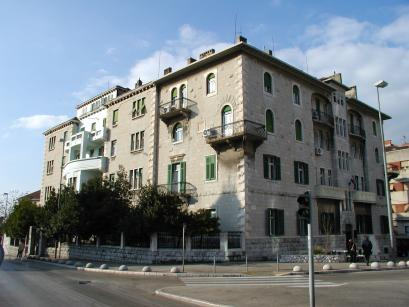
Главное здание Сплитского университета

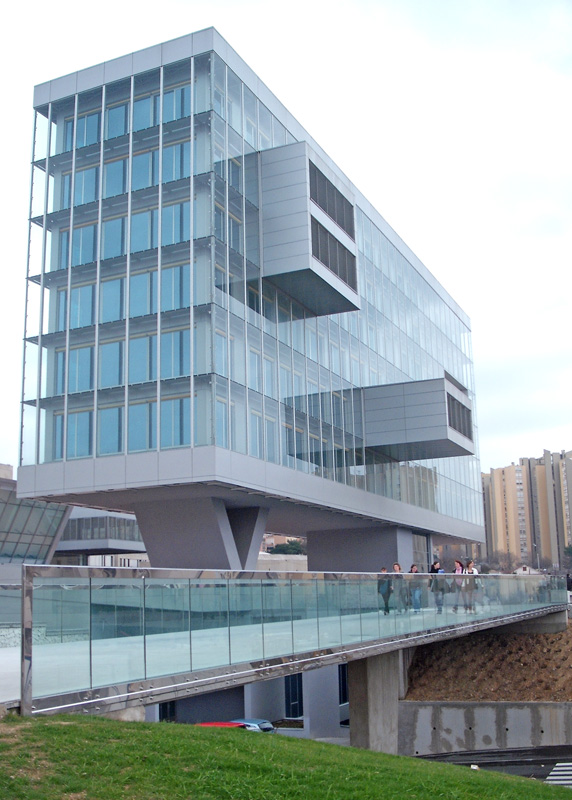
Университетская библиотека

Сплитский университет (хорв. Sveučilište u Splitu, лат. Universitas studiorum Spalatensis) — университет в Хорватии, расположенный во втором по величине городе страны — Сплите.
Университет основан в 1974 году, состоит из 12 факультетов, 5 учебных центров и ряда других институций. К 2009 году за время его существования его закончили около 40 000 студентов и было присуждено 337 степеней докторов наук. В 2003 году Сплитский университет стал материнским для основанного университета в Задаре.

## Факультеты
- Факультет градостроительства, архитектуры и геодезии (Fakultet građevinarstva, arhitekture i geodezije)
- Факультет естественных наук (Prirodoslovno-matematički fakultet)
- Факультет экономики (Ekonomski fakultet)
- Юридический факультет (Pravni fakultet)
- Факультет электротехники, машиностроения и судостроения (Fakultet elektrotehnike, strojarstva i brodogradnje)
- Католический теологический факультет (Katolički bogoslovni fakultet)
- Химико-технологический факультет (Kemijsko-tehnološki fakultet)
- Медицинский факультет (Medicinski fakultet)
- Факультет кинезиологии (Kineziološki fakultet)
- Факультет наук о море (Pomorski fakultet)
- Философский факультет (Filozofski fakultet)
- Академия изящных искусств (Umjetnička akademija)

## Учебные центры
- Учебный центр исследования здравоохранения (Sveučilišni odjel zdravstvenih studija)
- Межвузовской учебный центр средиземноморского сельского хозяйства (Međusveučilišni studij mediteranske poljoprivrede)
- Учебный центр морских исследований (Sveučilišni odjel za studije mora)
- Учебный центр профессионального обучения (Sveučilišni odjel za stručne studije)
- Учебный центр судебной медицины (Sveučilišni odjel za forenzične znanosti)